# 梅德文冰川

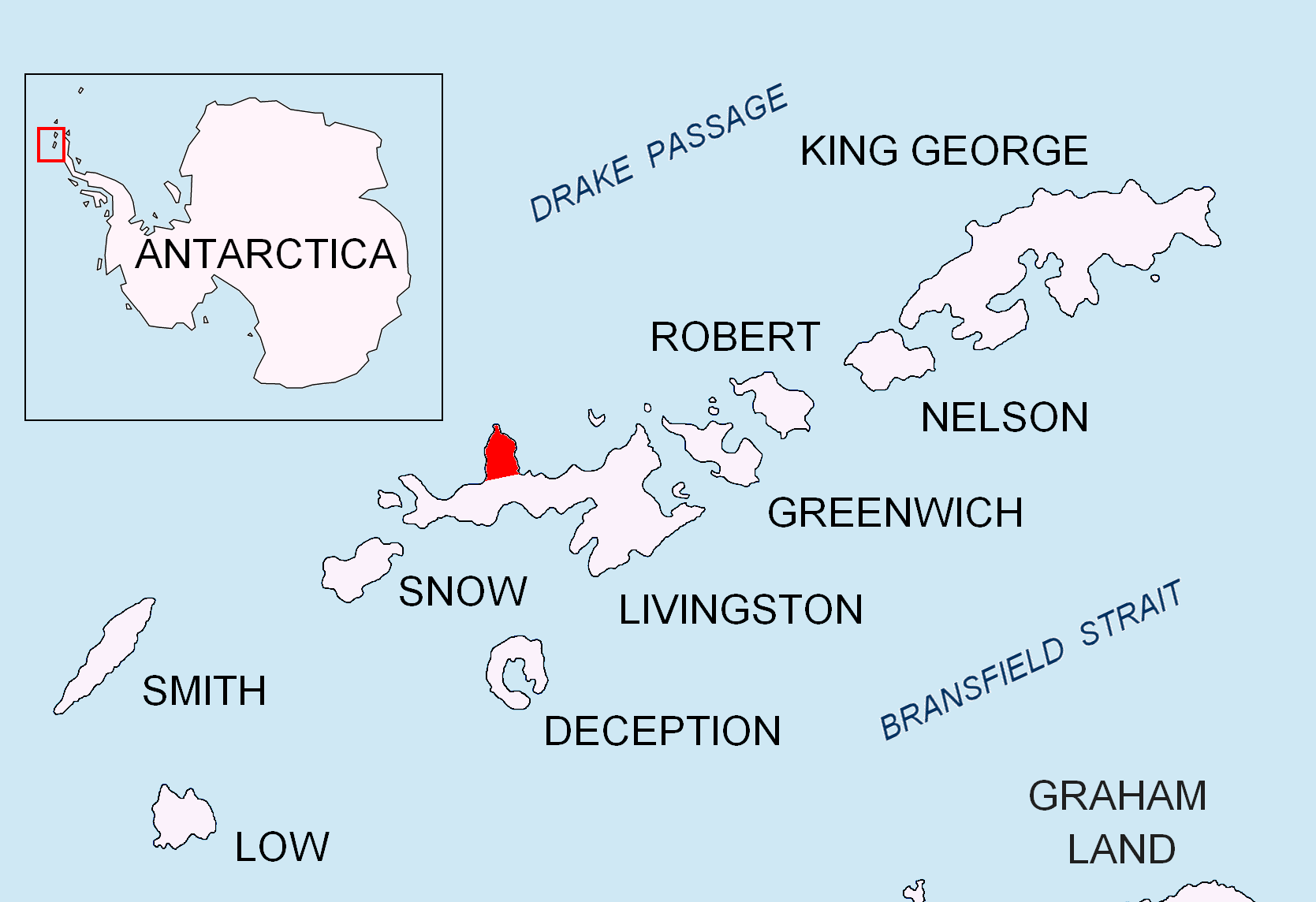

梅德文冰川是南極洲的冰川，位於南設得蘭群島中利文斯頓島的若望保祿二世半島，長2.5公里、寬1.5公里，最終注入英雄灣，以保加利亞東部鄉鎮命名。
62°32′50″S 60°42′50″W / 62.54722°S 60.71389°W

## 外部連結
- SCAR Composite Antarctic Gazetteer（页面存档备份，存于）.